# Jaltomata viridiflora
Jaltomata viridiflora är en potatisväxtart som först beskrevs av Humb., Bonpl. och Kunth, och fick sitt nu gällande namn av Michael Nee och T. Mione. Jaltomata viridiflora ingår i släktet jaltomator, och familjen potatisväxter. Inga underarter finns listade i Catalogue of Life.

## Bildgalleri

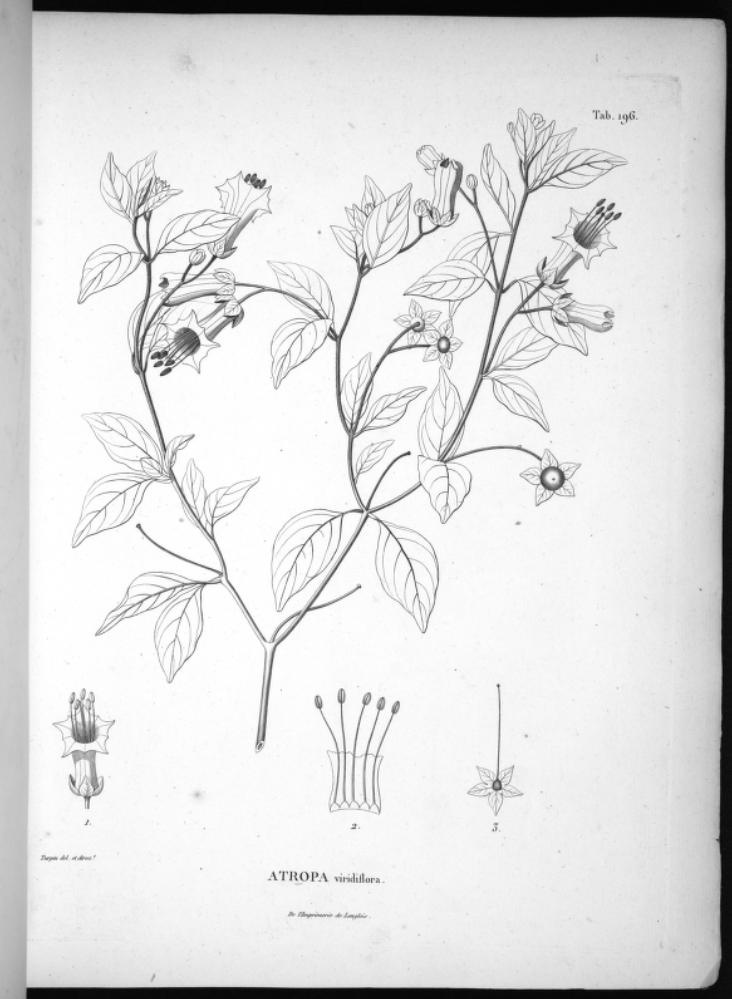